# Roman Zozulya (football)
Roman Vyacheslavovych Zozulya (en ukrainien : Роман В'ячеславович Зозуля) est un footballeur international ukrainien, né le 17 novembre 1989 à Kiev. Il évolue au poste d'avant-centre au CF Rayo Majadahonda.

## Biographie
Le 15 novembre 2013, il contribue grandement à la victoire de l'Ukraine contre la France, dans le cadre des matchs de barrage de la Coupe du monde 2014, en ouvrant le score et en provoquant le penalty du 2-0. 
Malgré cette bonne prestation, l'Ukraine s'incline 3-0 au match retour, et passe ainsi à côté de la qualification pour le mondial.

## Palmarès
- Dynamo Kiev
  - Vainqueur du Championnat d'Ukraine en 2009.
  - Vainqueur de la Supercoupe d'Ukraine en 2009.
- FK Dnipro
  - Finaliste de la Ligue Europa en 2015.
- Ukraine
  - Vainqueur du Championnat d'Europe des moins de 19 ans 2009.